# هيو دوغلاس
هيو دوغلاس (بالإنجليزية: Hugh Douglas)‏ هو مقدم برامج إذاعية أمريكي، ولد في 23 أغسطس 1971 في مانسفيلد في الولايات المتحدة.

## وصلات خارجية
- هيو دوغلاس على موقع مرجع كرة القدم المحترفة.كوم (الإنجليزية)